# 이명룡
이명룡(李明龍, 1873년 8월 2일 ~ 1956년 11월 12일)은 한국의 독립운동가이며 3·1 운동에 민족대표 33인 중 한 사람으로 참여했다. 아호는 춘헌(春軒).
평안북도 철산 출생이다. 1892년 개신교에 입교하여 학교를 세우는 등 교육 사업을 벌이다가, 1911년 105인 사건에 연루되어 복역했다. 최남선과 이승훈의 권유를 받고 3·1 운동에 장로교 대표 민족대표 33인으로 참가했으며, 또다시 징역 2년형을 선고 받고 복역했다.
광복후 조만식의 조선민주당 창당에 가담하고 김양선 목사가 정주에 세운 평동중학교 설립에도 관여했다. 그러나 둘째 아들인 이경선이 반공주의 운동을 벌이다가 소군정에 체포된 뒤 실종되는 등 종교인에 대한 탄압이 계속되자, 1947년 월남하여 아시아민족반공연맹 한국지부 이사 등을 역임했다.

## 사후
- 대한민국 정부는 그의 공헌을 기려 1962년 건국훈장 대통령장을 추서하였다.

## 같이 보기
- 독립유공자로 대통령장을 수여받은 사람

## 참고자료
- 이명룡 : 독립유공자 공훈록 - 국가보훈처